# Everyone but us
Everyone but us (schwedisch: Alla utom vi) ist eine schwedische Fernsehserie aus dem Jahr 2021. Die Serie besteht bisher aus zehn Folgen.
In der Serie geht es um das junge Paar Hilma und Ola, die ungewollt kinderlos sind. Die Serie begleitet das Paar auf ihrem Weg durch Fruchtbarkeitsbehandlungen in einem Kinderwunschzentrum, Spermaproben, sozialen Druck und Verzweiflung.

## Besetzung
- Alba August: Hilma
- Björn Gustafsson: Ola
- Janna Granström: Zora
- Christopher Wagelin: Simon
- David Lenneman: Dr. Lindgren
- Sandra Huldt: Frida

## Episodenliste

### Staffel 1
- Folge 1: Go for Green
- Folge 2: Stefan Ceder
- Folge 3: Der Tommy Svensson der Väter
- Folge 4: Spender-Tinder
- Folge 5: Alarmstufe Rot
- Folge 6: Lust versus Pflicht
- Folge 7: Palak Panirre
- Folge 8: Kreislauf des Lebens
- Folge 9: Chiki Chiki
- Folge 10: Heute bin ich stark

### Staffel 2
Im Oktober 2023 wurde bekannt, dass eine zweite Staffel in Produktion ist.